# Celebrity (álbum de 'N Sync)
Celebrity é o terceiro álbum de estúdio da boy band americana 'N Sync, lançado em 2001 pela Jive Records. Esse foi o último álbum de estúdio da carreira da banda. 
Em suas músicas, o álbum Celebrity fazia críticas, elogios e brincadeiras ao mundo dos famosos. O single "Pop" estourou nas paradas de sucesso de todo mundo e o disco vendeu 1,8 milhões de cópias na primeira semana. Outras faixas de sucesso foram "Girlfriend", "Gone" e "Selfish" (a música faz parte da trilha sonora da novela As Filhas da Mãe (2001), da Rede Globo). A boy band foi uma das primeiras no mundo a utilizar a proteção antipirataria, na tentativa de manter a vendagem de seus discos anteriores.  
| Críticas profissionais                                                      | Críticas profissionais |
| Avaliações da crítica                                                       | Avaliações da crítica  |
| Fonte                                                                       | Avaliação              |
| --------------------------------------------------------------------------- | ---------------------- |
| allmusic                                                                    | [ 2 ]                  |
| Entertainment Weekly                                                        | (B)                    |
| NME                                                                         | [ 4 ]                  |
| Q                                                                           | [ 5 ]                  |
| Rolling Stone                                                               | [ 6 ]                  |
| Esta tabela precisa de ser acompanhada por texto em prosa. Consulte o guia. |                        |

## Lista de Músicas
| #   | Título                                                                | Compositores                                                | Duração |
| --- | --------------------------------------------------------------------- | ----------------------------------------------------------- | ------- |
| 1.  | "Pop"                                                                 | (BT, Justin Timberlake, Wade Robson)                        | 3:59    |
| 2.  | "Celebrity"                                                           | (J. Valentine, Wade Robson, J. Timberlake)                  | 3:18    |
| 3.  | "The Game Is Over"                                                    | (JC Chasez, Bradley Daymond, Alexander Greggs)              | 3:28    |
| 4.  | "Girlfriend"                                                          | (Chad Hugo, Pharrell Williams)                              | 4:15    |
| 5.  | "The Two of Us"                                                       | (Chasez, Daymond, Greggs)                                   | 3:52    |
| 6.  | "Gone"                                                                | (Justin Timberlake, Wade Robson)                            | 4:54    |
| 7.  | "Tell Me, Tell Me...Baby"                                             | (Max Martin, Rami Yacoub)                                   | 3:39    |
| 8.  | "Up Against the Wall"                                                 | (Chasez, Daymond, Greggs)                                   | 3:37    |
| 9.  | "See Right Through You"                                               | (Larry Campbell, Wade Robson, Justin Timberlake)            | 2:55    |
| 10. | "Selfish"                                                             | (JC Chasez, Veit Renn, Jolyon Skinner)                      | 4:21    |
| 11. | "Just Don't Tell Me That"                                             | (Andreas Carlsson, Kristian Lundin, Jake Schulze)           | 3:04    |
| 12. | "Something Like You"                                                  | (Justin Timberlake, Robin Wiley)                            | 4:15    |
| 13. | "Do Your Thing"                                                       | (James Moss)                                                | 4:21    |
| 14. | "That Girl (Will Never Be Mine)" [Faixa bônus britânica e brasileira] | (Carlsson, Lundin, Schulze)                                 | 3:25    |
| 15. | "Falling" [Faixa bônus britânica e de Hong Kong]                      | (Chris Kirkpatrick, Bryan Popin, Gary Brown, Ira Schickman) | 3:48    |
| 16. | "Gone" (Spanish Version) [Faixa bônus espanhola]                      | (J. Timberlake, W. Robson)                                  | 4:54    |

Disc 2 (Deluxe Edition)
- Foi lançado na Austrália

1. "Pop" (Pablo La Rossa's Funktified Mix) - 5:38
2. "Pop" (Deep Dish Cha-Ching Remix) - 11:49
3. "Pop" (Terminalhead Vocal Remix) - 5:35
4. "Gone" (Gone Clubbin' [I'll Be Back Late] Mix) - 5:57
5. "Gone" (Spanish Version - Radio Edit) - 4:22
6. "Girlfriend" (The Neptunes Remix Featuring Nelly) - 4:43
7. "Girlfriend" (The Neptunes Remix Instrumental) - 4:43
8. "Pop" (Video) - 3:57
9. "Gone" (Video) - 4:51
10. "Girlfriend" (Video) - 4:13

## Turnê
- Pop Oddysey Tour (2001/2002)

## Certificações
| País                  | Certificação | Cópias vendidas |
| --------------------- | ------------ | --------------- |
| Austrália - ARIA      | Ouro         | 35.000+         |
| Brasil - ABPD         | Ouro         | 100.000+        |
| Canadá - Music Canada | 2× Platina   | 200.000+        |
| Reino Unido - BPI     | Ouro         | 100.000+        |
| Estados Unidos - RIAA | 5× Platina   | 5.000.000+      |